# Episodi di Crossing Jordan (seconda stagione)
La seconda stagione della serie televisiva Crossing Jordan è stata trasmessa in prima visione negli Stati Uniti d'America da NBC tra il 2002 e il 2003.
La stagione è stata trasmessa in prima visione in lingua italiana in Svizzera da TSI 1 nel 2004, con il titolo Jordan; in Italia è stata trasmessa in prima visione satellitare dal 7 agosto al 17 ottobre 2004 su Fox Life ed in chiaro da LA7.
| nº | Titolo originale                      | Titolo italiano                  | Prima TV USA      | Prima TV Svizzera |
| -- | ------------------------------------- | -------------------------------- | ----------------- | ----------------- |
| 1  | There's No Place Like Home            | Ossa da puzzle                   | 23 settembre 2002 | 24 febbraio 2004  |
| 2  | Bombs Away                            | Ostaggi                          | 30 settembre 2002 | 2 marzo 2004      |
| 3  | The Truth Is Out There                | La verità è davanti a te         | 7 ottobre 2002    | 9 marzo 2004      |
| 4  | Payback                               | Giochi mortali                   | 14 ottobre 2002   | 16 marzo 2004     |
| 5  | As If by Fate                         | Il destino                       | 21 ottobre 2002   | 23 marzo 2004     |
| 6  | Upon the Wasted Building (One twelve) | Per non dimenticare              | 11 novembre 2002  | 30 marzo 2004     |
| 7  | Scared Straight                       | Forme d’amore                    | 18 novembre 2002  | 6 aprile 2004     |
| 8  | Don't Look Back                       | Non guardarti indietro           | 2 dicembre 2002   | 13 aprile 2004    |
| 9  | Prisoner Exchange                     | Scambio di prigionieri           | 9 dicembre 2002   | 20 aprile 2004    |
| 10 | Ockham's Razor                        | Il rasoio di Ockham              | 6 gennaio 2003    | 27 aprile 2004    |
| 11 | Family Ties                           | Affari di famiglia               | 13 gennaio 2003   | 4 maggio 2004     |
| 12 | Perfect Storm                         | La tempesta perfetta             | 27 gennaio 2003   | 11 maggio 2004    |
| 13 | Strangled                             | Strangolate                      | 3 febbraio 2003   | 18 maggio 2004    |
| 14 | Wild Card                             | Jolly                            | 10 febbraio 2003  | 25 maggio 2004    |
| 15 | John Doe                              | Il signor nessuno                | 24 febbraio 2003  | 1º giugno 2004    |
| 16 | Conspiracy                            | Morte apparente                  | 17 marzo 2003     | 8 giugno 2004     |
| 17 | Cruel & Unusual                       | Crudele e inusuale               | 31 marzo 2003     | 15 giugno 2004    |
| 18 | Fire and Ice                          | Fuoco e ghiaccio                 | 7 aprile 2003     | 7 settembre 2004  |
| 19 | Dead Wives' Club                      | Il club delle mogli morte        | 14 aprile 2003    | 14 settembre 2004 |
| 20 | Sunset Division                       | Distretto Sunset Boulevard       | 21 aprile 2003    | 21 settembre 2004 |
| 21 | Pandora's Trunk (1 e 2)               | Il vaso di Pandora (1 e 2 parte) | 28 aprile 2003    | 28 settembre 2004 |
| 22 | Pandora's Trunk (1 e 2)               | Il vaso di Pandora (1 e 2 parte) | 5 maggio 2003     | 5 ottobre 2004    |